# KkStB řada 108
Řada 108 kkStB (u ČSD později řada 275.0) byla parní čtyřválcová sdružená rychlíková lokomotiva s vlečným tendrem. Tyto lokomotivy byly vyrobeny pro císařsko-královské státní dráhy (kkStB) a Jižní dráhu (Südbahn – SB).

## Vznik a vývoj
Lokomotivy s výkonným kotlem a s uspořádáním pojezdu 2'B 1' představovaly novou etapu vývoje rakouské lokomotivní stavby. Jejich konstruktérem byl Karl Gölsdorf. Výrobě předcházela několikaletá konstrukční práce, jednalo se o první čtyřválcové sdružené lokomotivy s tímto uspořádáním pojezdu. Při zkouškách dosáhly rychlost 143 km/h, v provozu však byla rychlost z technických důvodů (brzda, návěštění) omezena na 100 km/h. Trvalý výkon lokomotivy byl 1400 PS, špičkový až 1600 PS. Poslední dodávané lokomotivy byly dodány s nově zkonstruovanými čtyřnápravovými tendry řady 86, které umožňovaly nasazení řady 108 na dlouhá ramena.
Výroba prvních pěti lokomotiv proběhla v První českomoravské, ta je dodala v letech 1901–1903. Do roku 1910 bylo vyrobeno celkem 25  strojů této řady. Výroba probíhala ve Vídeňském Novém Městě, v lokomotivce státních drah (StEG) a šest lokomotiv dodala ještě První českomoravská. Lokomotiva 108.22 z První českomoravské získala v roce 1906 velkou cenu (Grand premio) na světové výstavě v Miláně.
V letech 1903–1908 objednala jedenáct těchto lokomotiv i Jižní dráha. Lokomotivy označené 211–221 byly vyrobeny ve Vídeňském Novém Městě a v lokomotivce státních drah. Kvůli kratším točnám byly spřaženy s třínápravovými tendry.

## Provoz
Lokomotivy byly nasazeny převážně na rychlíky mezi Vídní a Prahou a mezi Vídní a Krakovem.
Po první světové válce přešlo 24 lokomotiv kkStB k ČSD, které je označily řadou 275.0. Jedna z nich – 108.15, později 275.14 pobývala až do roku 1924 v Polsku s označením Pf11-1 PKP, poté ji převzaly ČSD. Lokomotivy vozily rychlíky na tratích Praha–Brno, Praha–Cheb i dalších. Po válce vozily i rychlé nákladní vlaky a rychlíky Praha–Babiny (dnes Horažďovice předměstí). Do roku 1948 byly všechny vyřazeny. Lokomotiva 108.14 přešla po první světové válce k CFR, avšak kvůli vážným závadám a nedostupnosti náhradních dílů dojezdila již ve 20. letech 20. století.
Lokomotivy Jižní dráhy přešly po jejím zestátnění v roce 1923 k Österreichische Bundesbahnen a dostaly nové označení 108.01–11. Všechny byly vyřazeny do roku 1935.

## Popis
Pojezd lokomotivy se skládal z předního dvounápravového podvozku, hnacího a spřaženého dvojkolí a zadního Adamsova běhounu bez vratného ústrojí. U lokomotiv 108.01–17 měl podvozek rozvor 2 420 mm a střed otáčení posunutý o 40 mm dozadu, u vyšších čísel měl rozvor 2 440 mm a střed otáčení posunutý o 50 mm. Podvozek nebyl příčně posuvný. Hnací dvojkolí bylo v rámu jako první, mělo zalomenou nápravu a byly k němu připojeny ojnice všech čtyřech válců. Průměr kol byl 2 100 mm s obručemi tloušťky 50 mm. Hnací a spřažené dvojkolí a obě dvojkolí podvozku byla jednostranně obrzděna.
Parní stroj byl čtyřválcový, sdružený na mokrou páru. Vysokotlaké válce byly umístěné uvnitř rámu, nízkotlaké vně. Plochá šoupátka nízkotlakých válců poháněl Heusingerův rozvod, plochá šoupátka vysokotlakých válců byla spřažena vždy se sousedícím šoupátkem vnějšího válce.
Rošt měl délku 3 270 mm, osa kotle byla 2 830 mm nad temenem kolejnice. Kotel měl 329 žárnic, resp. 314 u strojů od č. 108.18. Vzdálenost trubkovnic byla 4 002 mm. Na kotli byl jeden parní dóm a dva pojišťovací ventily, u 108.01 umístěné nad zadním dvojkolím podvozku, u dalších strojů nad spřaženým dvojkolím.
Lokomotivy byly vybaveny sací brzdou, později byly dosazeny kompresory a výstroj tlakové brzdy.

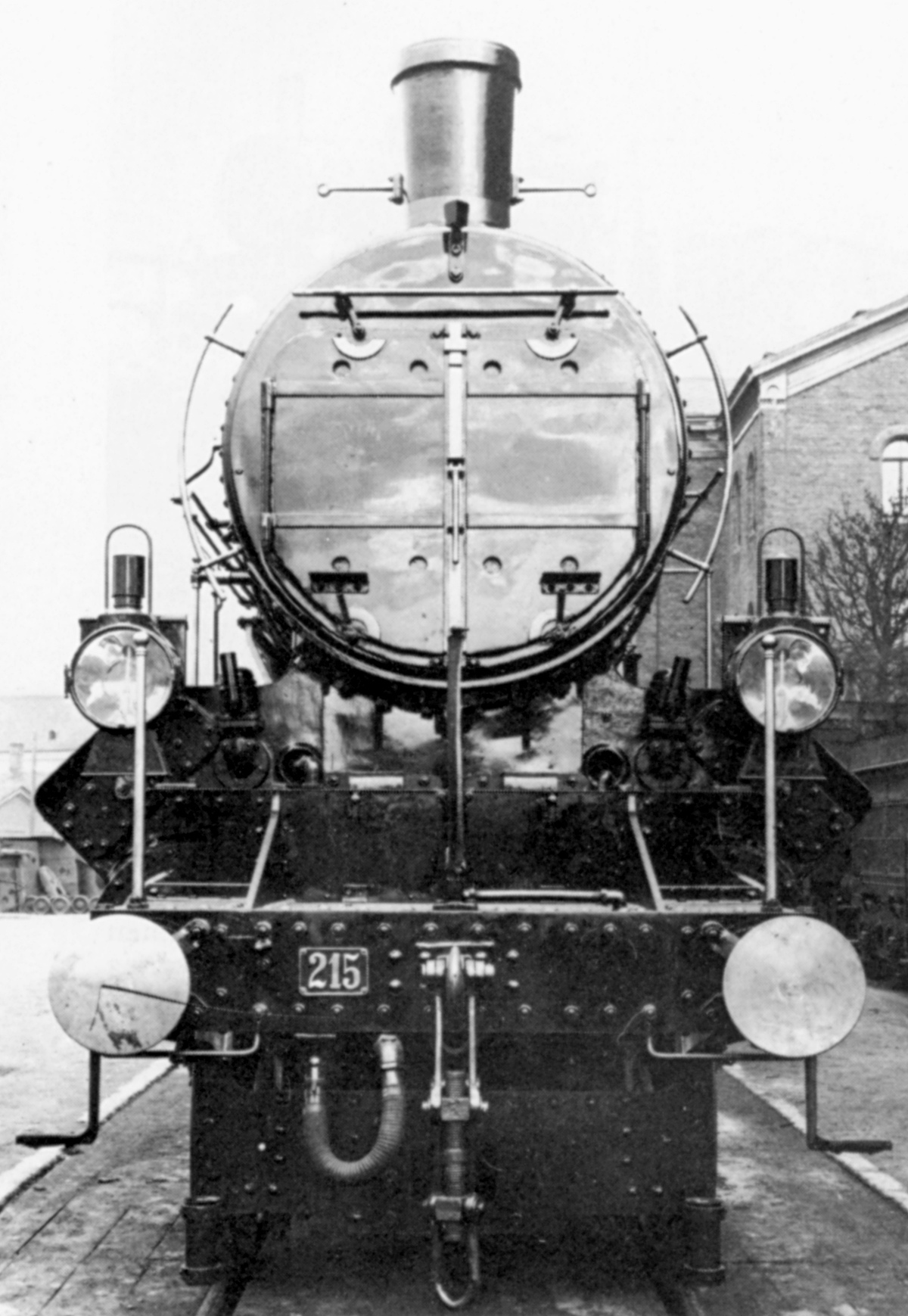
Čelo 215 Jižní dráhy
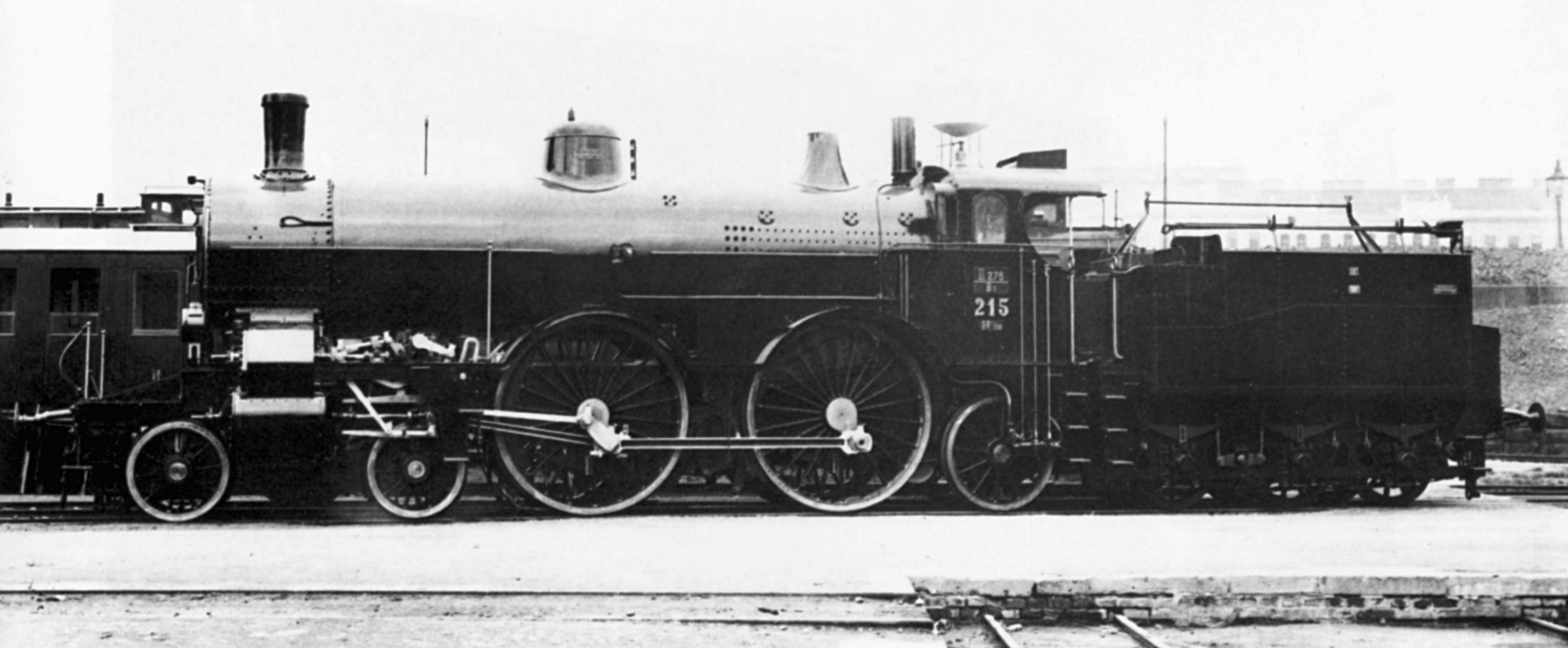
215 po dodání v roce 1903 na vídeňském Jižním nádraží
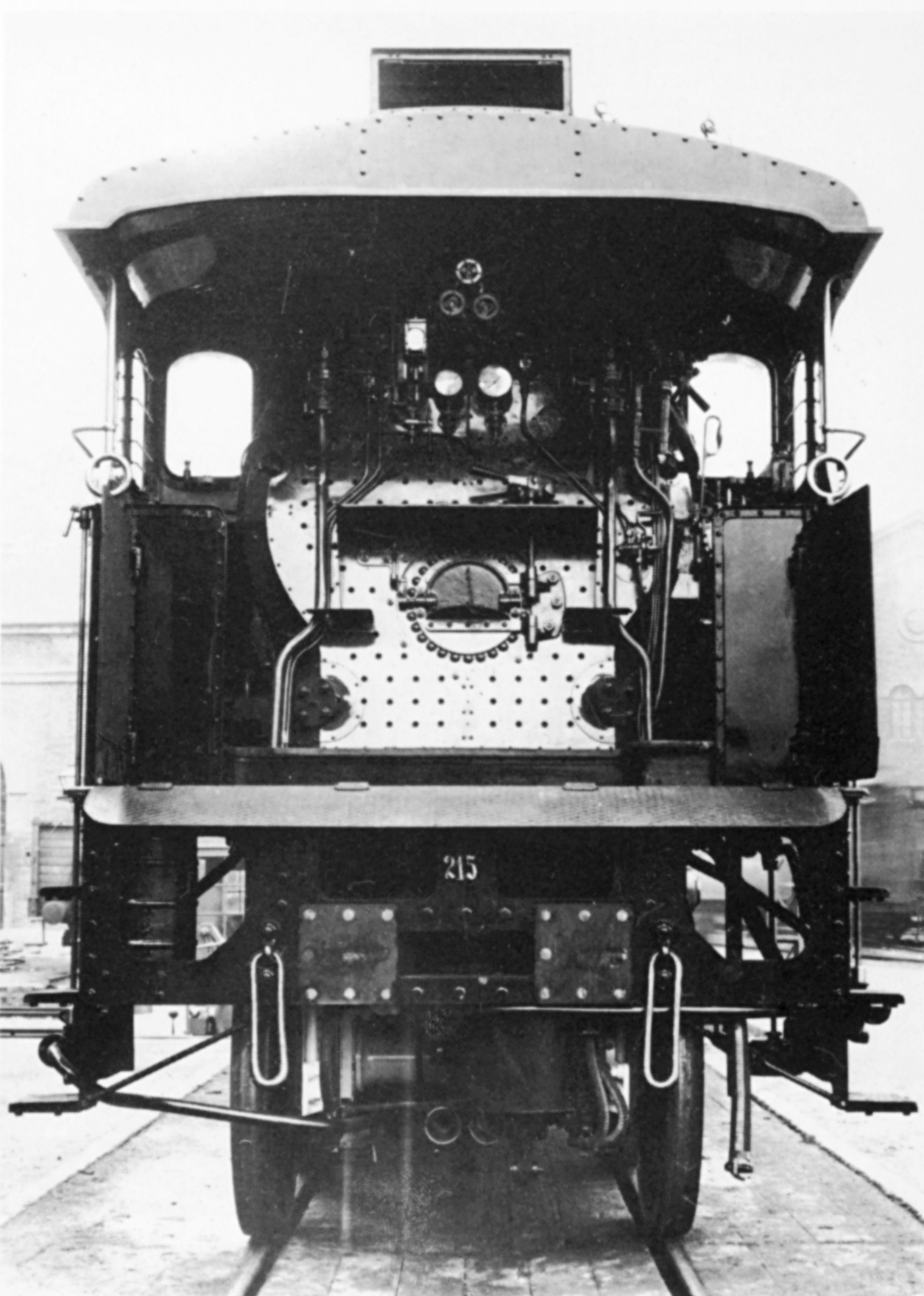
Pohled do budky